# Арбат (посёлок)

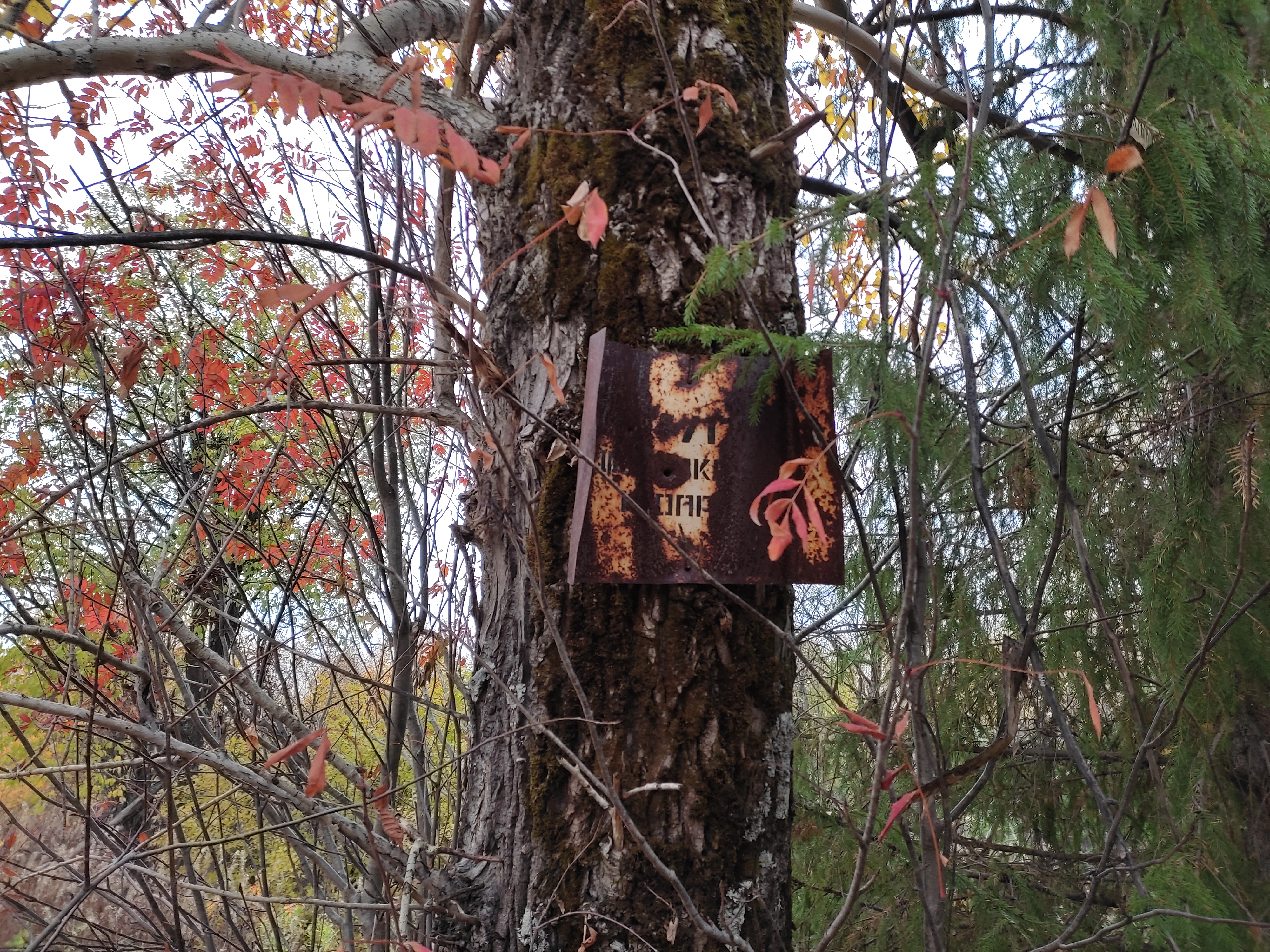
поселок Арбат

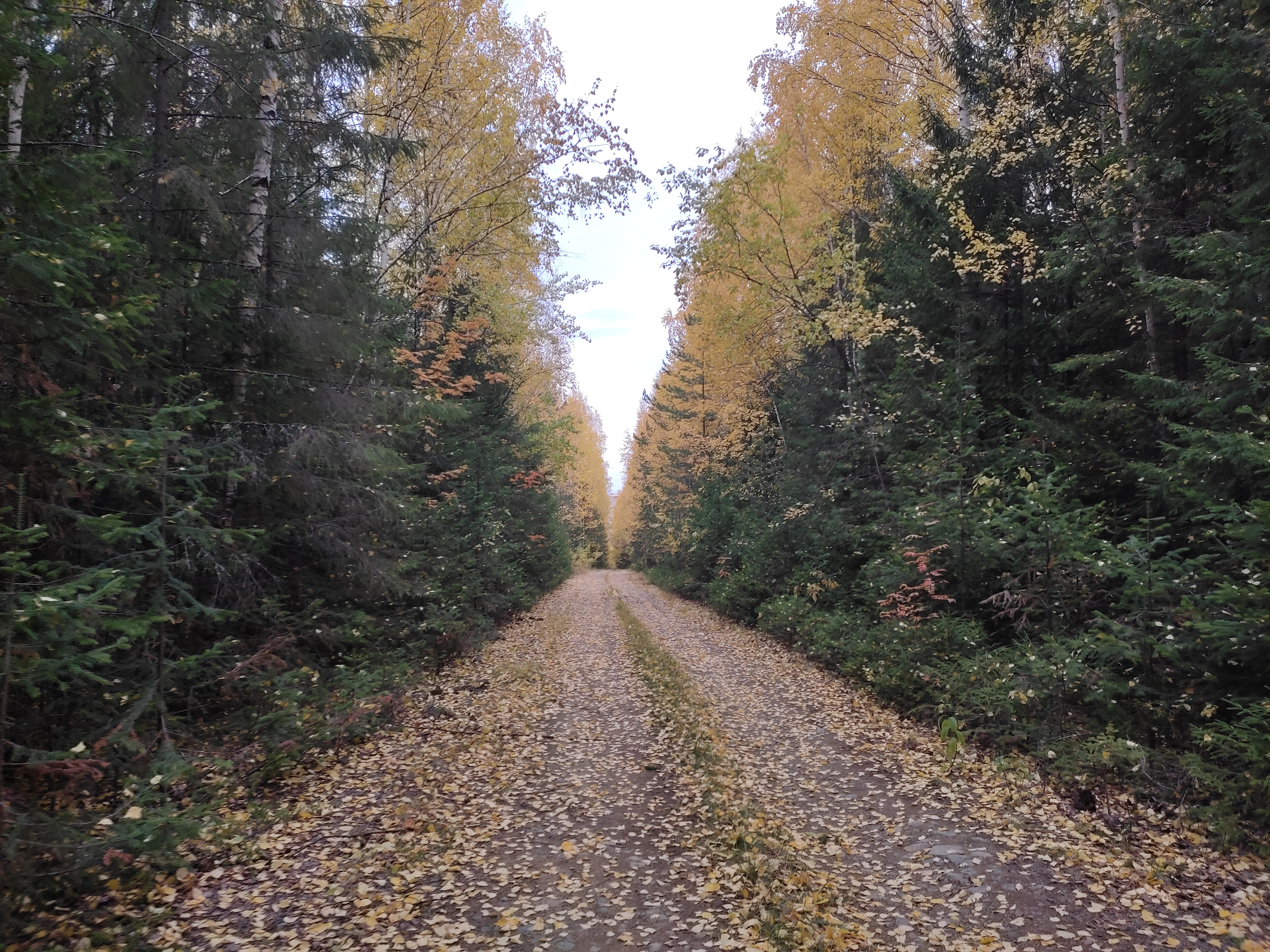
Дорога к поселку

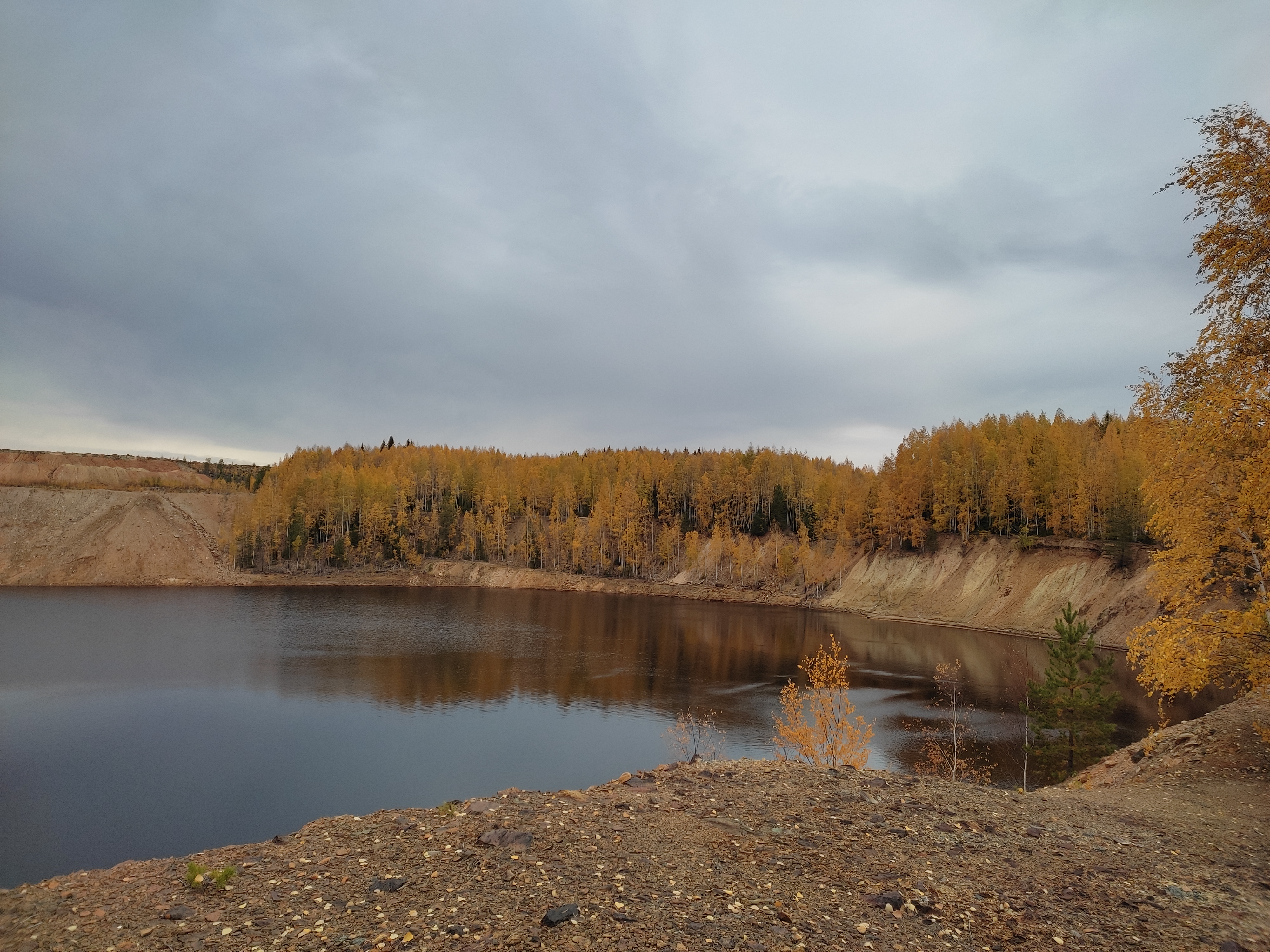
Карьер Кабан рядом с поселком

Арба́т (по некоторым данным — Арба́тский) — упразднённый в январе 1969 года посёлок, относившийся к городу областного подчинения Кушве Свердловской области. Известен прежде всего как место рождения российского государственного деятеля Виктора Зубкова.

## География
Посёлок был расположен между городами Кушвой и Красноуральском, в двадцати километрах севернее Кушвы.

## История
Согласно исторической справке, полученной из архива Кушвы, следует, что рабочий поселок Арбатский был образован в 1940 году на базе медного рудника Красноуральского медеплавильного комбината. Органом государственной власти в поселке был исполнительный комитет Арбатского совета депутатов трудящихся. Он решал в рабочем поселке все государственные и хозяйственные вопросы. На территории поселка находились шахта по добыче медной руды, школа, детский сад, фельдшерский пункт, клуб, хлебопекарня. В штатном расписании Арбатского поселкового Совета на 1941 год были заложены штатные единицы председателя Совета, его заместителя, секретаря, счетовода и начальника военного стола.
В послевоенный период, когда добыча медной руды стала сокращаться, уменьшился и штат исполкома. А в 1969 году в связи с тем, что медная шахта прекратила добычу руды и жители разъехались, рабочий поселок Арбатский был упразднен. Произошло это на основании решения исполнительного комитета Свердловского областного Совета депутатов трудящихся от 9 января 1969 № 10.
По другим данным, последняя семья жила в Арбате до 1972 года.
Сейчас посёлка Арбатского уже нет. Рядом с ним в 80-е годы прошлого столетия была построена нефтеперекачивающая станция «Арбатская», которая качает нефть из Уренгоя на Украину и в Европу.

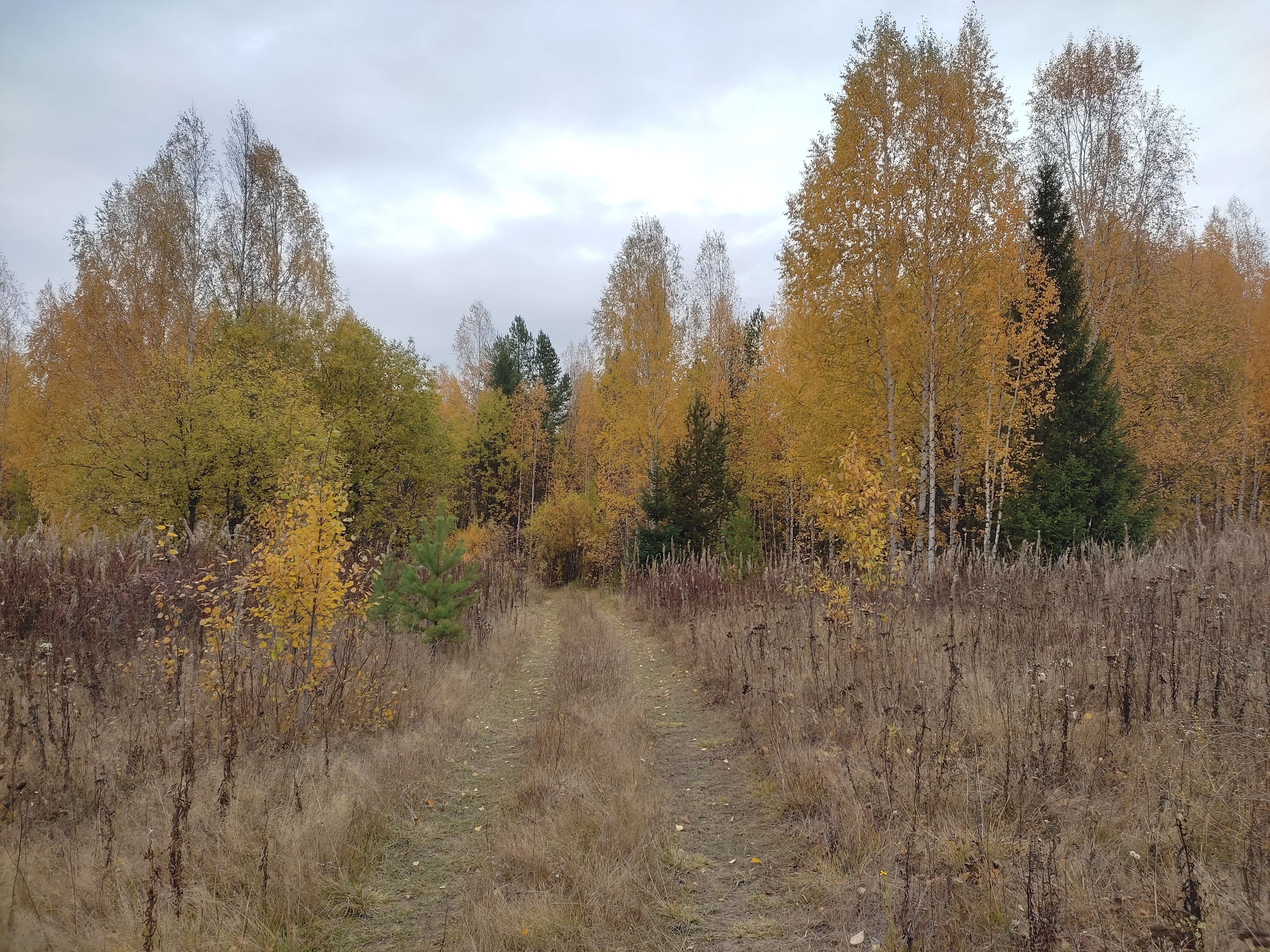
Бывшая поселковая улица в посёлке

## Известность
Забытый всеми посёлок вдруг приобрёл известность в связи с назначением его уроженца Виктора Зубкова на пост премьер-министра России в сентябре 2007 года. Виктор Зубков родился и провёл детство в Арбате (здесь он окончил школу).
Интерес к посёлку проявили как областные, так и федеральные инстанции (известно, что запросы о посёлке приходили в администрацию района из областного центра и из Москвы). Возможно, что интерес к посёлку связан с тем, что на Среднем Урале сложилась традиция создания музеев, посвящённым выдающимся уроженцам региона на их малой родине.
13 сентября 2007 года городская администрация организовала экспедицию на место бывшего посёлка, но никаких следов населённого пункта обнаружить не удалось: там, где в соответствии с показаниями навигационной системы должен был находиться посёлок, обнаружился только пустырь.

## Примечания

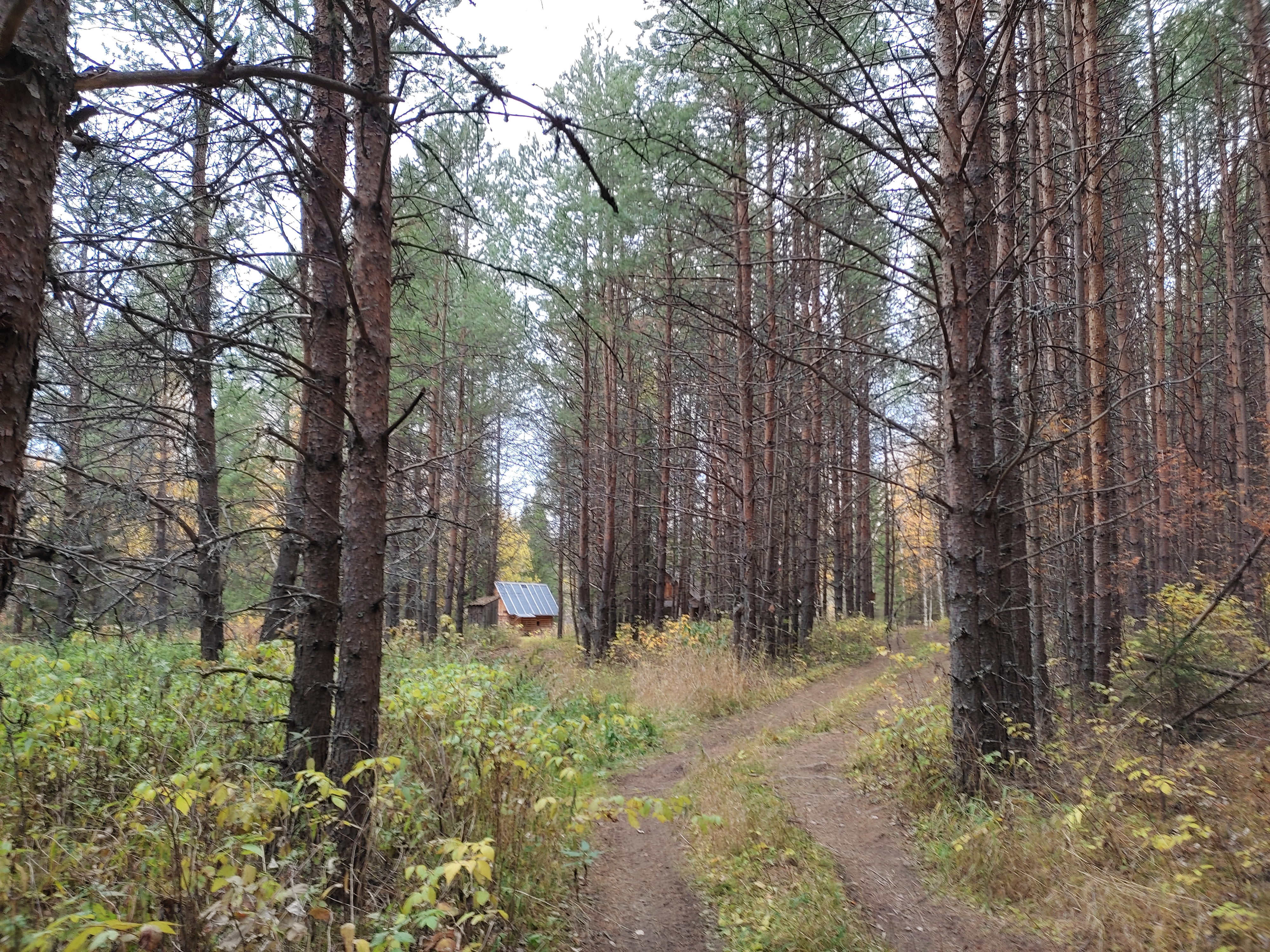
Единственный целый дом в бывшем поселке

## Ссылки

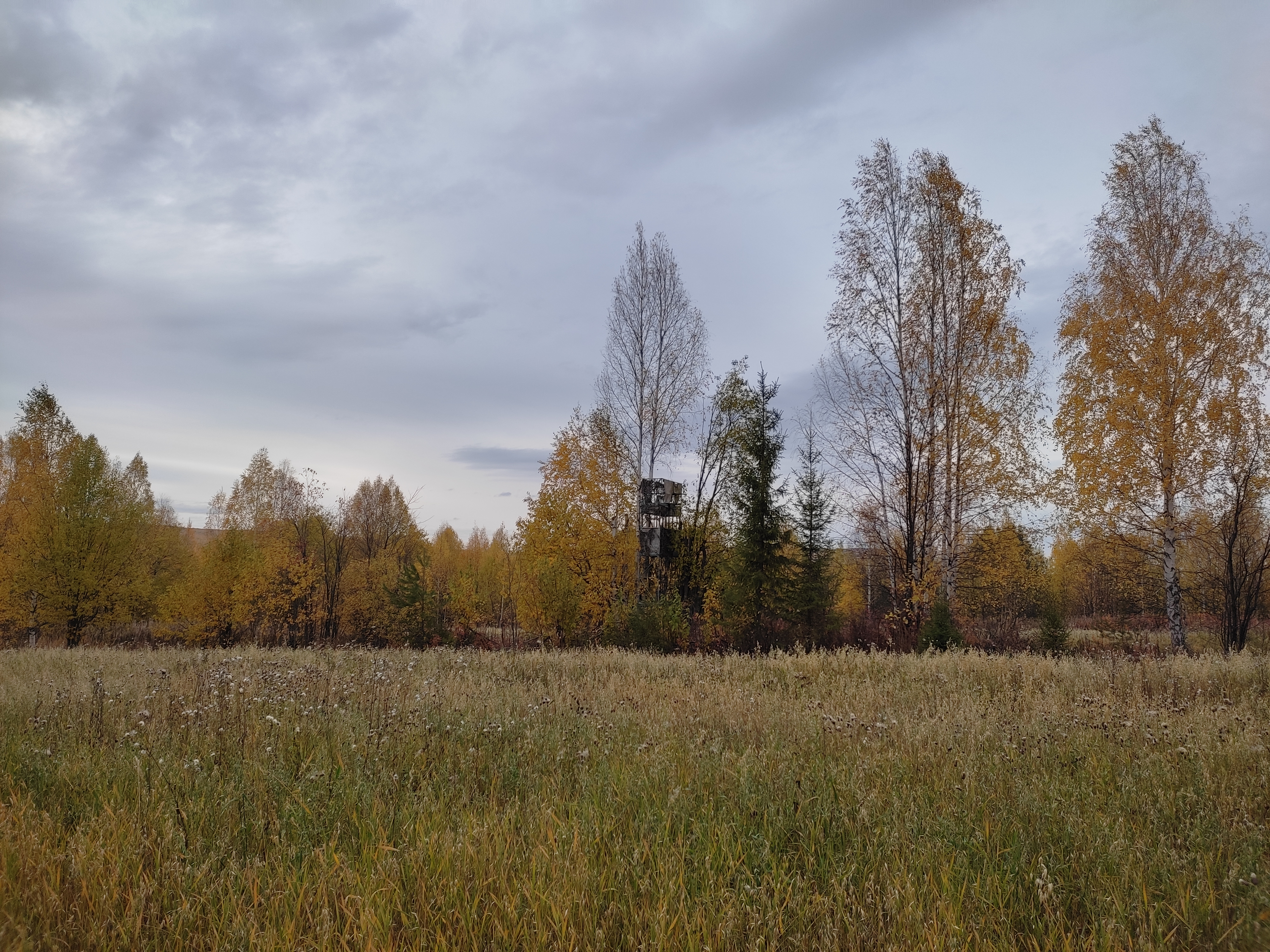
В бывшем посёлке Арбат